# Han Hoogerbrugge
Han Hoogerbrugge (Rotterdam, 11 oktober 1963) is een Rotterdamse beeldend kunstenaar die actief is als internetkunstenaar, beeldhouwer, tekenaar, illustrator en animator.

## Leven en werk

### Opleiding en vroege werk
Hoogerbrugge studeerde aan de Willem de Kooning Academie in Rotterdam van 1983 tot 1988. Hij vestigde zich daarna als kunstenaar in Rotterdam. Het jaar erop, in 1989, trad hij op de voorgrond met een duo-expositie met Joop Witteveen in Galerie Dionysus. Met deze galerie nam hij deel aan het multiculturele festival Metro '89 in Antwerpen. Later dat jaar exposeerde hij ook in de Nomaden Galerie in Rotterdam.
In het begin van de jaren 1990 dook Hoogerbrugge met zijn werk in de wereld van het bodybuilden die met zijn eigen wetten en jargon volgens hem overeenkomsten vertoont met de kunstwereld. Een recensie hierover in NRC Handelsblad meldde:
Hoogerbrugge ziet hierin een overeenkomst met de kunstscene, ook al omdat de bodybuilder zijn lichaam als het ware beeldhouwt op een manier die niet ver afstaat van het hakwerk dat een klassieke beeldhouwer doet. De kunstenaar, die zelf ook door de fitness-koorts is bevangen, maakte drie poefs waarop mannentorso's zijn afgedrukt. De spiercontracties hebben het bovenlijf in allerlei segmenten opgedeeld waardoor we het niet meer als romp herkennen maar naar een vreemdsoortig stuk vlees kijken. Dat vervreemdingseffect heeft hij handig versterkt door een puzzel te maken van eenzelfde opname van een torso.
In 1992 was Hoogerbrugge genomineerd voor een Koninklijke Prijs voor Vrije Schilderkunst. In 2008 werd hij onderscheiden met de Hendrik Chabot Prijs.

### Latere digitale werk
Met de opkomst van het internet halverwege de jaren 1990 begon Hoogerbrugge zich te richten op digitale kunst en profileerde hij zich als kunstenaar op internet. Op de site Modern Living publiceerde hij van 1998 tot 2001 een reeks getekende zelfportretten die hij Neurotica noemde. Daaropvolgend kwam hij met een serie korte flashfilmpjes, Nails genoemd.
In veel van zijn vroege digitale werk maakte hij gebruik van het animatieprogramma Adobe Flash. Zijn digitale Prostress-creatie zijn later weer als traditionele cartoon dagelijks in de Volkskrant gepubliceerd.
In 2012 ontving hij van het Rotterdams Centrum voor Beeldende Kunst een onderzoeks- en ontwikkelingssubsidie voor een beeldboekproject, en in 2019 voor een De Mars der Dwaasheid-project.

## Exposities, een selectie
- 1989. Joop Witteveen en Han Hoogerbrugge, beelden en reliëfs, Galerie Dionysus, Rotterdam.
- 1989. Metro'89, Antwerpen.
- 1992. Multiples, galerie Zeger Reijers, Rotterdam.
- 2012. La Grande Fête des Voyeurs,[10]

## Publicaties, een selectie
- Lekker, rustig, fijn, Rotterdam : Centrum Beeldende Kunst, 1991.
- Modern living : the graphic universe of Han Hoogerbrugge. met Matt Hanson, Remco Vlaanderen & Lisa Holden. Amsterdam : BIS Publishers, 2008.
- ProStress#1, 2010.
- ProStress#2, 2011.
- Clumsiness, frustrations and awkwardness : a catalogue of works and activities since 2008. Met tekst van Mark Poysden. Galerie Multiple XX, Rotterdam, 2013.